# Quinta de Santa Luzia

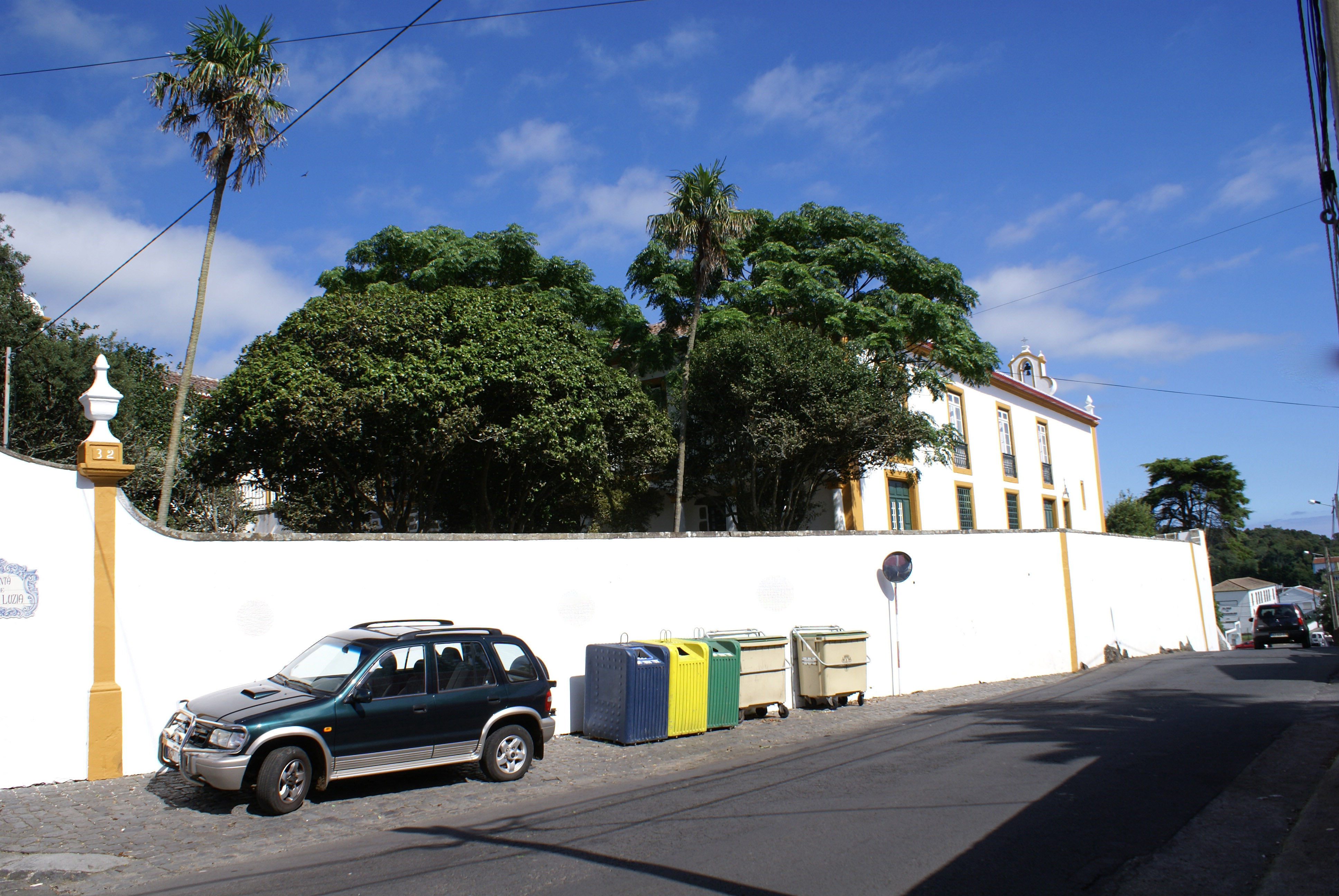
Quinta de Santa Luzia, vista geral.

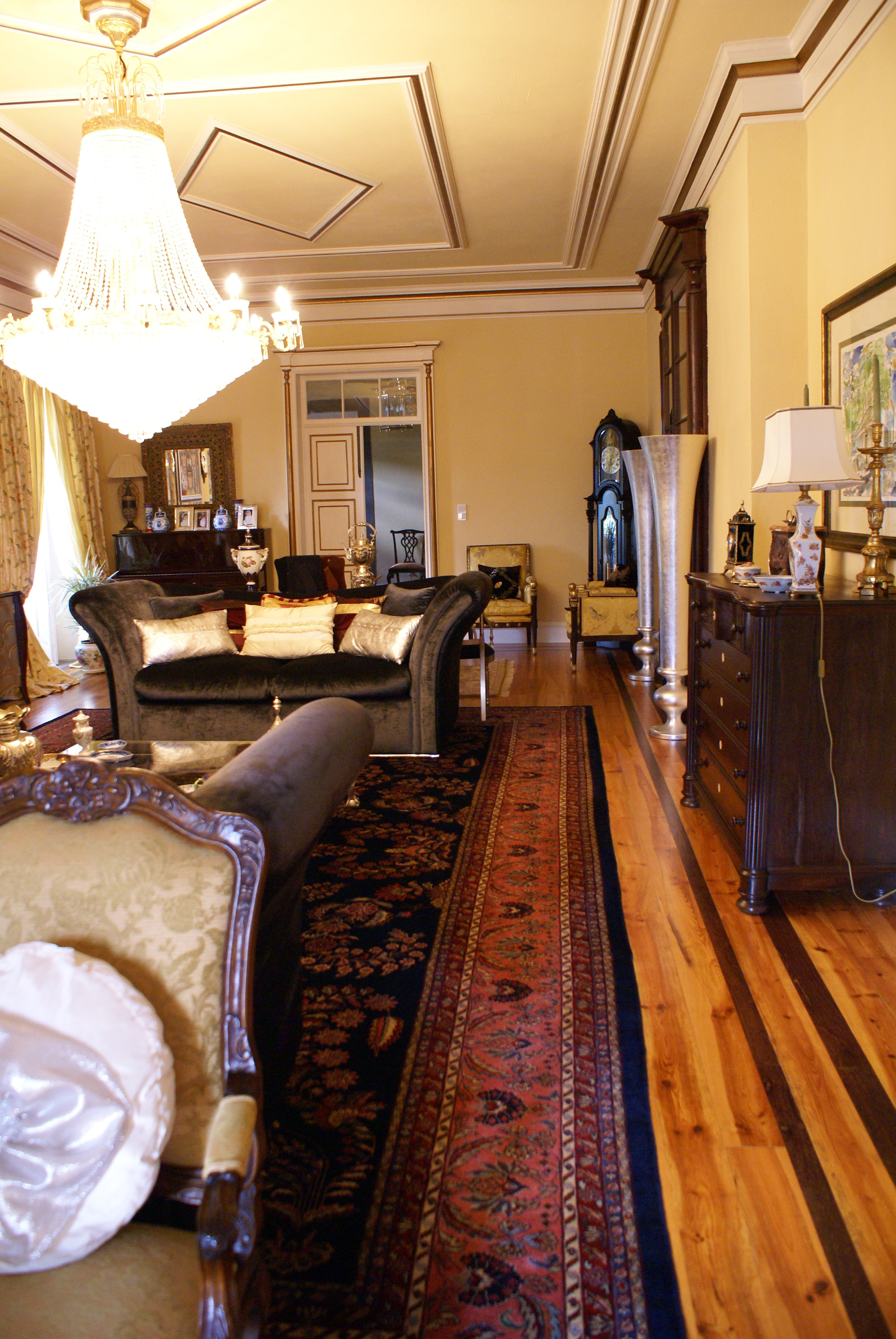
Quinta de Santa Luzia, fachada Sul.

A Quinta de Santa Luzia é composta por uma propriedade agrícola e por um solar que foi pertença da família Noronha e cuja data da primitiva construção recua a 1602.

## Localização
Localiza-se esta quinta na ilha açoriana da Terceira, concelho de Angra do Heroísmo, freguesia da Terra Chã.

## Descrição
Foi durante séculos residência da família Noronha, tendo desta família sido os seus dois últimos residentes João Inácio de Bettencourt Noronha e o seu filho, José Pimentel Homem de Noronha e neto Alberto de Barcelos e Noronha. Antes da sua venda, após o terramoto de 1980, era pertença de José Orlando do Canto e Noronha.
A sua venda ocorreu após o terramoto ocorrido em 1 de Janeiro de 1980.
O solar de que a quinta está dotada apresenta-se com apreciáveis dimensões. Tem um pátio voltado a poente com jardim onde de destacam plantas exóticas de grande dimensão dada a sua avançada idade. É de mencionar também a capela dedicada a Santa Luzia.
Destaca-se este edifício pelo seu aspecto senhorial de austera fachada e pelo portão trabalhado dotado de pináculos.

## Galeria

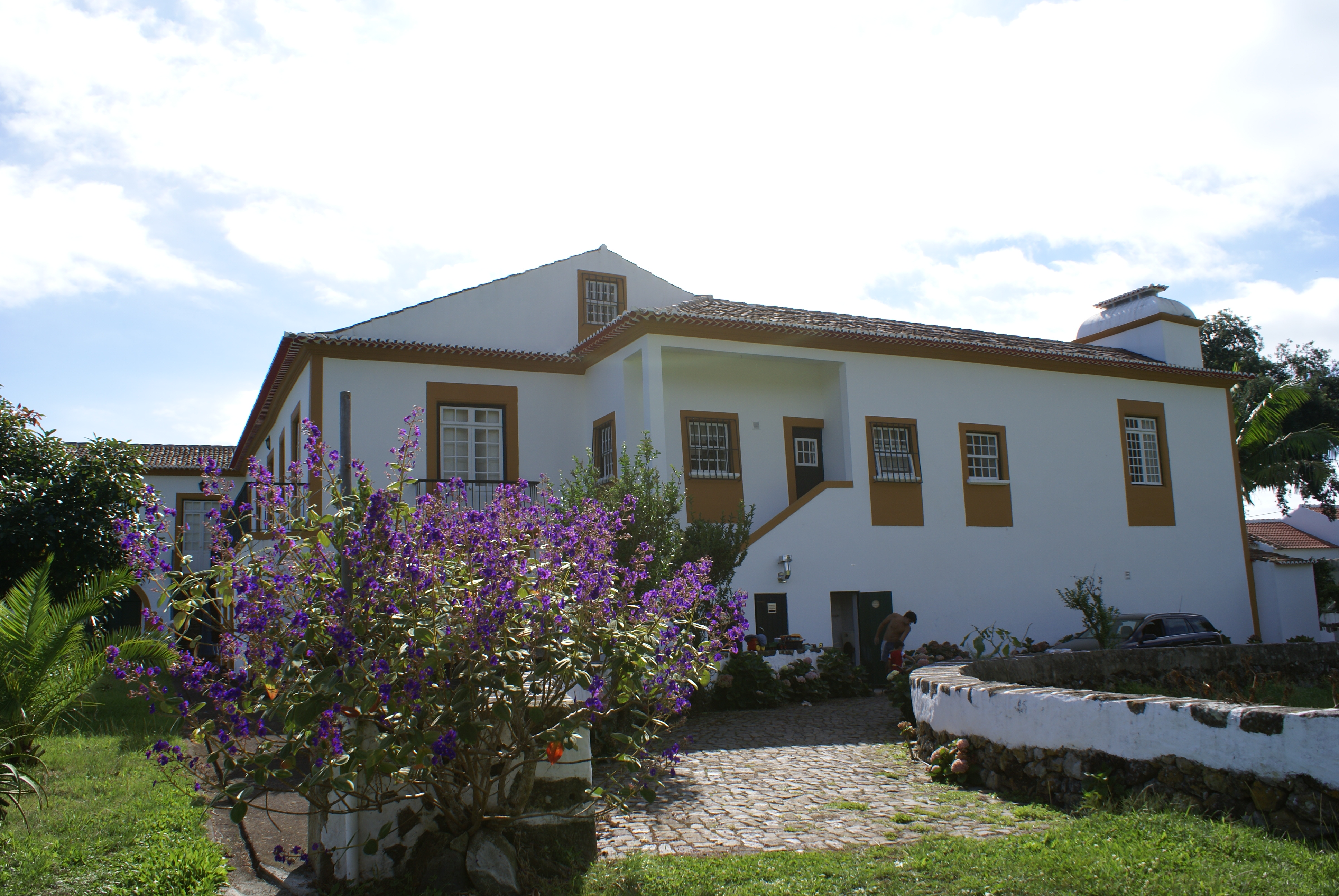
Quinta de Santa Luzia
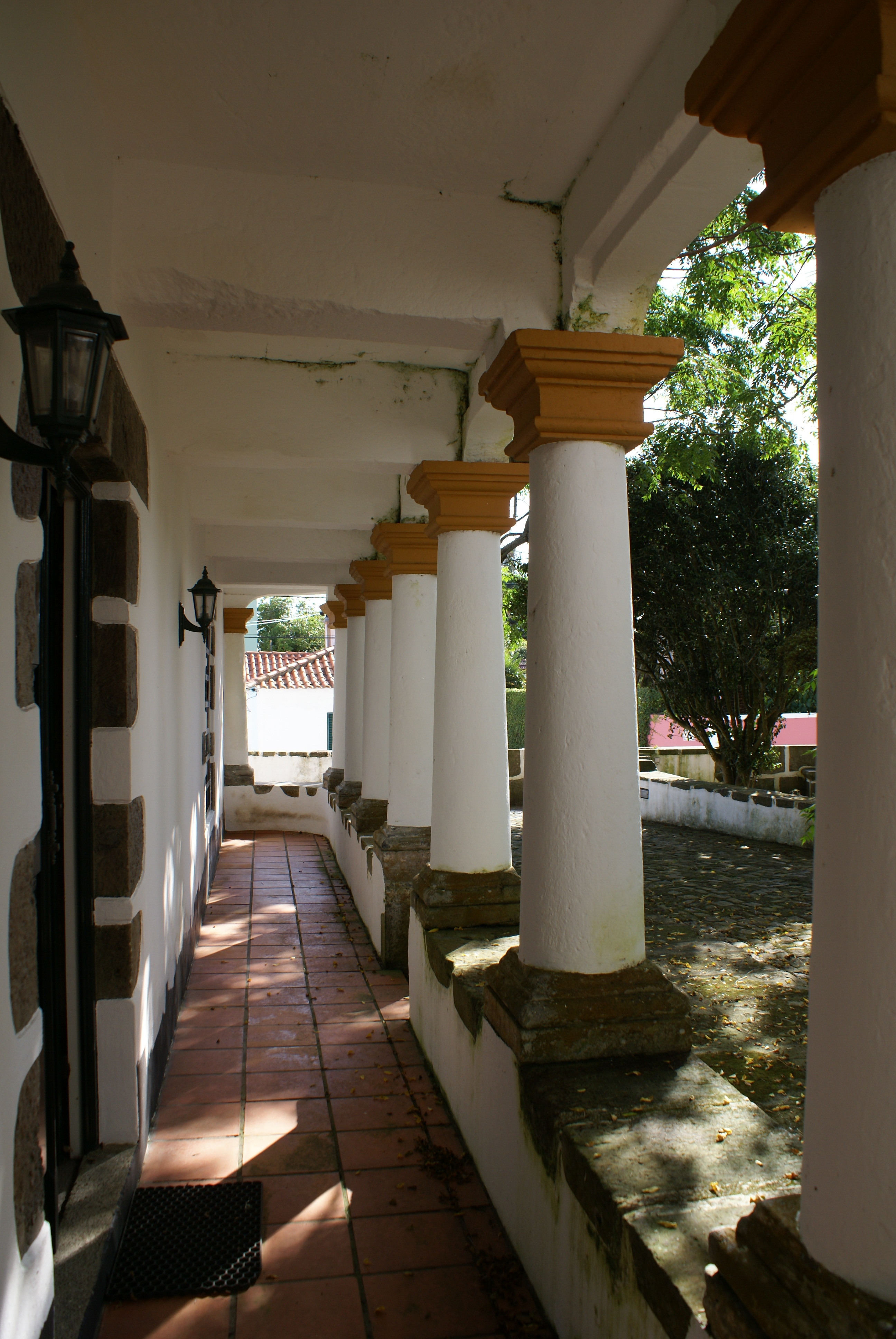
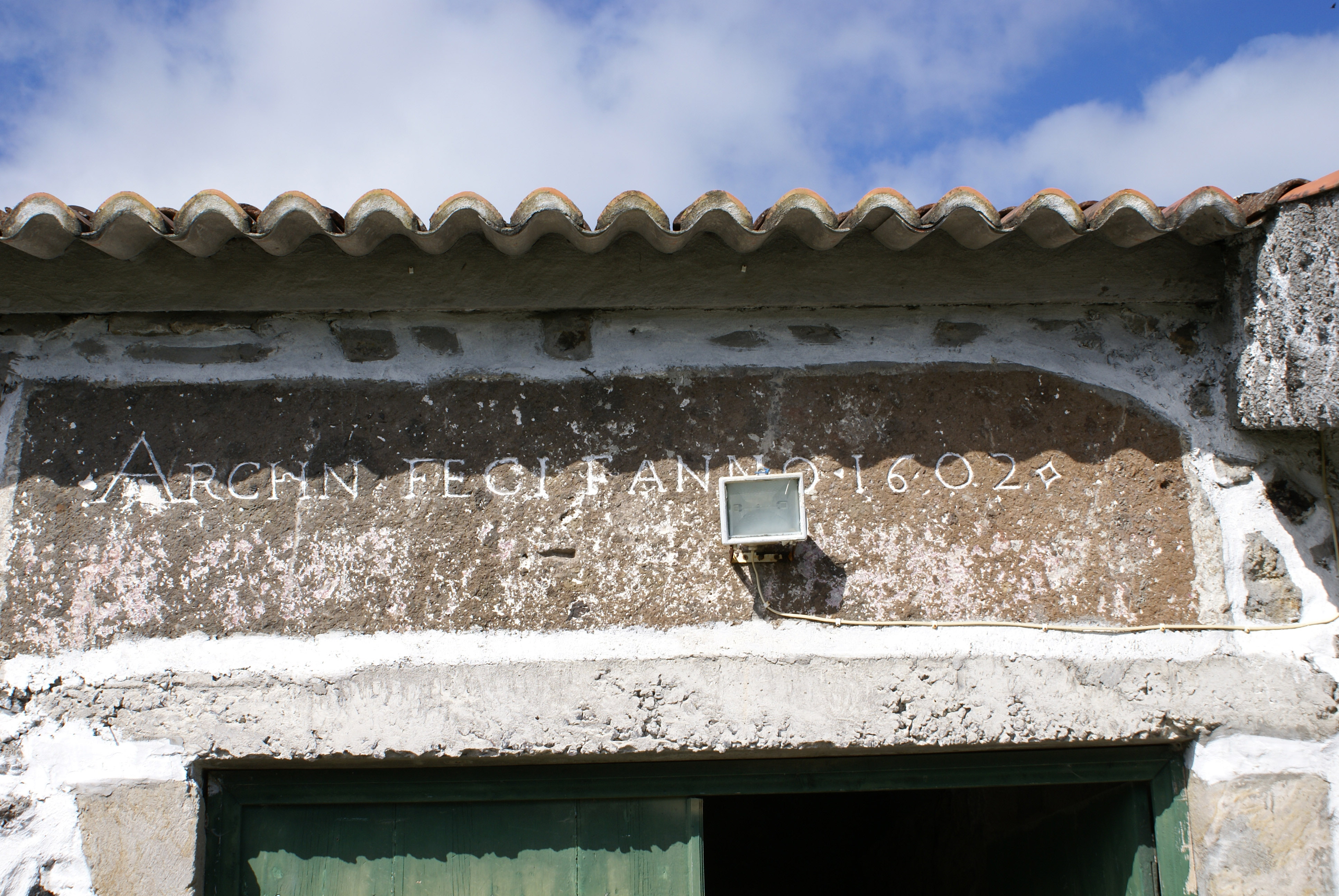
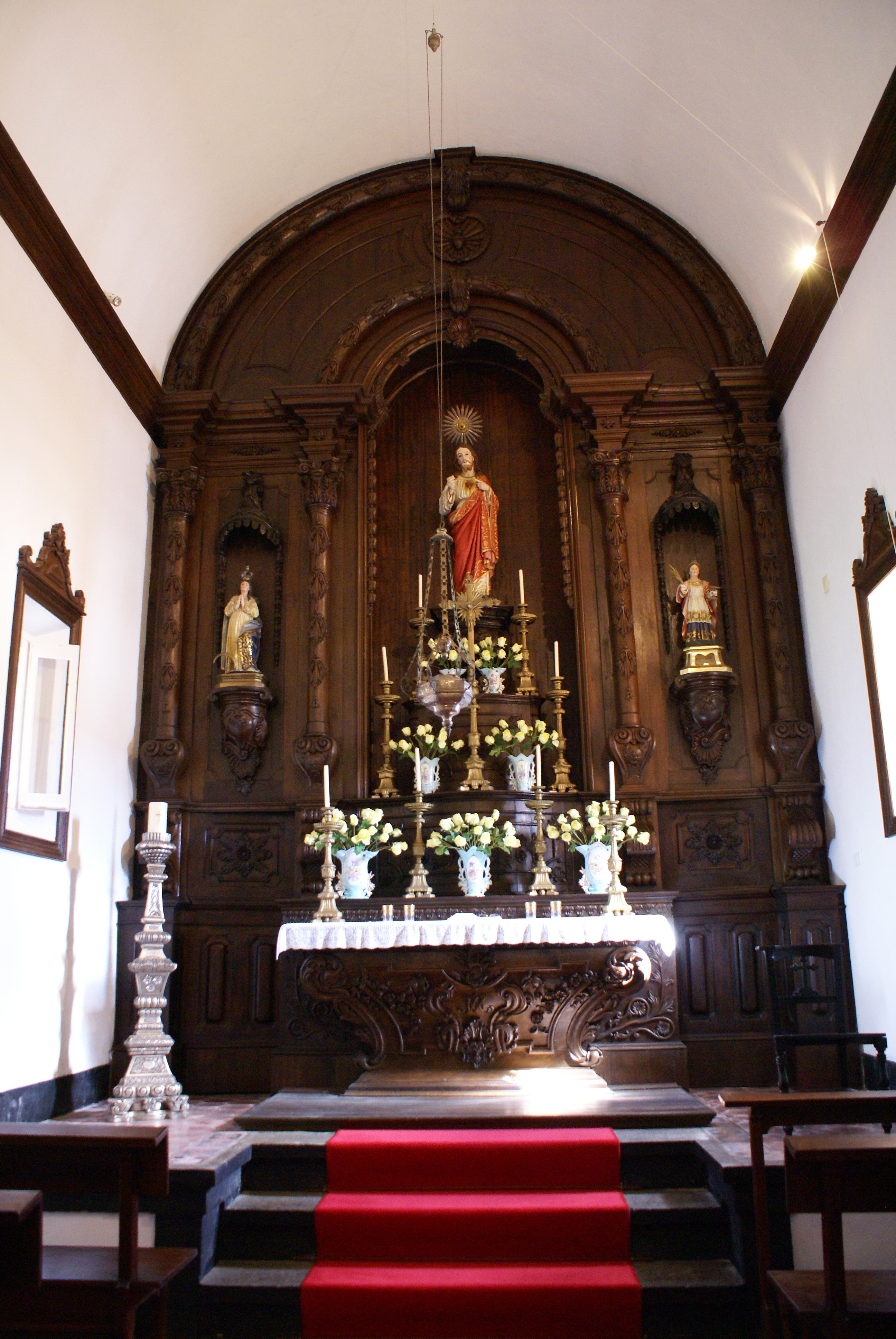
Quinta de Santa Luzia, Capela.